# Кузнецов Гліб Олександрович
Гліб Олександрович Кузнецо́в (нар. 1 січня 1924, Синенькі — пом. 9 березня 1973, Київ) — радянський військовий диригент (підполковник) і педагог.

## Біографія
Народився 1 січня 1924 року в селі Синенькі (нині Саратовський район Саратовської області, Росія). В Червоній армії з 29 серпня 1942 року. У 1945 році закінчив Вище училище військових диригентів у Москві.
Після здобуття музичної освіти був диригентом оркестрів у військових частинах Радянської армії. З 1951 року очолював духовий оркестр Київського військово-медичного училища; з 1953 року — диригент, згодом головний диригент Заслуженого оркестру УРСР штабу Київського військового округу, з яким здобув 1-у премію на Всесоюзному конкурсі військових оркестрів. У 1970 році гастролював в Югославії. Одночасно викладав у Київському культурно-освітньому училищі.
Помер у Києві 9 березня 1973 року. Похований у Києві на Лук'янівському військовому кладовищі.

## Творчість
Керований Глібом Кузнецовим оркестр виконував твори військової тематики, а також увертюри до опер «Тарас Бульба» Миколи Лисенка, «Життя за царя» та «Руслан і Людмила» Михайла Глінки, «Князь Ігор» Олександра Бородіна; у репертуарі були симфонічна поема «Щорс» Анатолія Свєчнікова, сюїта з музики до вистави «Король Лір» Георгія Майбороди, «Італійське капричіо» Петра Чайковського, симфонічна поема «Тассо» Ференца Ліста, «Картинки з виставки» Модеста Мусоргського, 9-а Симфонія Дмитра Шостаковича, «Слов'янські танці» Антоніна Дворжака, «Токата» і фуга ре-мінор Йоганна Себастьяна Баха, «Еґмонт» Людвіга ван Бетховена. 
З оркестром виступали співаки Дмитро Гнатюк, Микола Кондратюк, Діана Петриненко, Євдокія Колесник, Валентина Река, Андрій Іщенко. 
Автор Фантазії на теми Ісака Дунаєвського (1961), маршу «Червоний прапор» (1959), обробок і перекладень для духового оркестру.

## Відзнаки
- Нагороджений медалями «За перемогу над Німеччиною» (9 травня 1945), «За бойові заслуги» (20 квітня 1953)[1];
- Заслужений діяч мистецтв УРСР з 1962 року.